# Luigi Nicolais

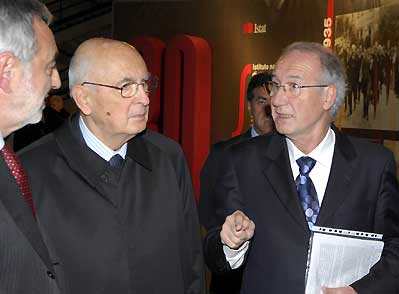
Od lewej: Luigi Nicolais, prezydent Giorgio Napolitano i ekonomista Luigi Biggeri (2006)

Luigi Nicolais (ur. 9 lutego 1942 w Sant’Anastasia) – włoski polityk, inżynier i chemik, były minister, deputowany.

## Życiorys
Z wykształcenia inżynier chemik. Zajął się pracą naukową. Doszedł do stanowiska profesora na Uniwersytecie w Neapolu. Został też wykładowcą uczelni amerykańskich (w tym University of Connecticut). Opublikował kilkaset artykułów i prac naukowych, opracował też około dwudziestu patentów. Współtworzył krajowe instytucje naukowe i badawcze. Był także asesorem (członkiem władz wykonawczych) w regionalnym rządzie Kampanii ds. szkolnictwa wyższego i nauki.
Od 17 maja 2006 do 7 maja 2008 sprawował urząd ministra ds. administracji publicznej i innowacji w drugim rządzie Romano Prodiego. Był rekomendowany przez partię Demokraci Lewicy, w 2007 przystąpił z nią do Partii Demokratycznej. W wyborach w 2008 uzyskał mandat posła do Izby Deputowanych XVI kadencji.
W 2012 został prezesem włoskiej Narodowej Rady Badań Naukowych w miejsce powołanego w skład rządu Francesca Profumo. Zrezygnował w rezultacie z zasiadania w parlamencie.
W 2005 odznaczony Orderem Zasługi Republiki Włoskiej II klasy.